# Jakab
Jakab est un prénom hongrois masculin.

## Équivalents
- Jacob, Jacques

## Personnalités portant ce prénom
- Pour l'ensemble des articles sur les personnes portant ce prénom, consulter :
  - la liste des articles dont le titre commence par ce prénom
  - les listes produites par Wikidata : Liste des personnes de prénom « Jakab » — même liste en incluant les éventuels prénoms composés qui contiennent « Jakab ».